# Ървинг Талберг
Ървинг Грант Талберг (на английски: Irving Grant Thalberg) е американски кинопродуцент, една от най-влиятелните фигури в киноидустрията на междувоенния период.

## Биография
Роден е на 30 май 1899 година в Бруклин, Ню Йорк, в еврейско семейство на имигранти от Германия. Започва работа в нюйоркската централа на филмовата компания „Юнивърсъл Студиос“ и през 1919 година оглавява нейното студио в Лос Анджелис, където за три години ръководи създаването на около 100 филма. След това участва в създаването на „Метро-Голдуин-Майер“, където от 1925 година до смъртта си ръководи продуцентския отдел и участва в създаването на 400 филма, превърнали компанията във водещата в Холивуд.
Ървинг Талберг умира от пневмония на септември 1936 година в Санта Моника.
Уудс е един от 36-те основатели на Академията за филмово изкуство и наука. На негово име е кръстена Мемориална награда, която Академията за филмово изкуство и наука връчва от 1937 г.